# سيمبسون نيولاند
سيمبسون نيولاند (بالإنجليزية: Simpson Newland)‏ هو سياسي أسترالي وبريطاني (وحمل سابقاً جنسية المملكة المتحدة لبريطانيا العظمى وأيرلندا)، ولد في 2 نوفمبر 1835 في ستافوردشاير في المملكة المتحدة، وتوفي في 27 يونيو 1925 في أستراليا. انتخب وزير مالية جنوب أستراليا ‏ (16 يونيو 1885 – 8 يونيو 1886) وانتخب عضو مجلس النواب جنوب أستراليا من الجمعية عن دائرة Electoral district of Encounter Bay ‏ وقد انضم خلال فترته النيابية (27 أبريل 1881 – 21 مارس 1887) للكتلة البرلمانية مستقل.